# یواس‌اس لوس (دی‌دی‌جی-۳۸)
یواس‌اس لوس (دی‌دی‌جی-۳۸) (به انگلیسی: USS Luce (DDG-38)) یک کشتی بود که طول آن ۱۵۶٫۲ متر (۵۱۲ فوت) بود. این کشتی در سال ۱۹۵۸ ساخته شد.